# Hârtibaciu
Hârtibaciu (tysk: Harbach; ungarsk: Hortobágy) er en flod i den historiske region Transsylvanien i Rumænien. Den har sit udspring i Sydkarpaterne og løber ud i Cibin, en biflod til Olt, i Mohu, sydøst for Sibiu. Den løber gennem byerne og landsbyerne Bărcuț, Retiș, Brădeni, Netuș, Agnita, Benești, Alțâna, Nocrich, Hosman, Cornățel og Cașolț. Den er 110 km lang og dens afvandingsområde er på 1.025 km2.
Kong Géza 2. af Ungarn bosatte de oprindelige transsylvansk/saksiske kolonister langs Hârtibaciu, af dem omtalt som Harbach. Sakserne etablerede mange byer med befæstede kirker (Kirchenburgen) som f.eks. Agnita langs floden.

## Bifloder
Følgende floder er bifloder til floden Hârtibaciu (fra kilden til mundingen):
- Fra venstre: Valea Morii, Albac, Androchiel, Marpod, Fofeldea, Ghijasa
- Fra højre: Sărătura, Halmer, Valea Comunală, Valea Satului, Valea Înfundăturii, Valea Stricată, Coveș, Bârghiș, Zlagna, Hârța, Vurpăr, Țichindeal, Lacul Roșia, Zăvoi, Daia, Cașolț